# Castlefest
Castlefest is een middeleeuws en Fantasyfestival, dat sinds 2005 ieder jaar in het eerste volledige weekend in augustus wordt gehouden in de tuinen van Kasteel Keukenhof in Lisse in Nederland. Het festival duurt drie dagen, plus (sinds 2011) een openingsconcert op de donderdag voorafgaand aan het festival. Sinds 2018 is de donderdag als volledige festivaldag op een beperkt deel van het terrein bij het festival gevoegd. Bij de eerste editie kwamen 3.500 mensen naar het evenement. Editie 2007 trok 16.000 bezoekers en in 2011 kwamen er ruim 24.000. In 2019 werd een recordaantal van 42.500 gasten behaald. Van 2015 tot aan de coronacrisis was er ook een wintereditie, die het tweede weekend van december plaatsvond, deze editie is nog niet teruggekeerd. In 2020 en 2021 gingen het festival niet door vanwege de coronacrisis. Deze twee edities werden digitaal gehouden via de site van het festival, zodat mensen ze thuis konden beleven. In augustus 2022 werd de 17e fysieke editie gehouden (editie 2.0 doordat de oorspronkelijke 17e editie in 2021 digitaal plaatsvond). 

## Entertainment en activiteiten
Op het festival wordt ook het Keltische oogstfeest Lughnasadh gevierd, dat rond dezelfde datum valt. Dat feest is gewijd aan de zon, die bij de Kelten werd vereerd als de god Lugh. In dat kader wordt op zaterdagavond een ritueel uitgevoerd waarbij een wicker man, een grote uit wilgentenen gemaakte pop, vol met offers verbrand. In 2012 was de Wickerman een beeld van Gaia, de moedergodin.
Het terrein van het kasteel wordt aangekleed als een levensechte middeleeuwse stad met een uitgebreide markt en oude ambachten als smeden, beeldhouwen en leerbewerken. Ook het dagelijks leven wordt vormgegeven: bezoekers worden uitgenodigd zich middeleeuws te kleden, deel te nemen aan workshops als vilten en ook te proeven van neoheidense wicca- en oude Keltische rituelen. Kinderen kunnen zich uitleven tijdens de kinderbattle, geschminkt worden en naar de ridderschool gaan waar ze tot ridder worden geslagen. Ook zijn er diverse andere acts, zoals vuurvreters en is er gelegenheid om aan (live) roleplaying te doen. Sinds 2012 is er een nieuw gedeelte toegevoegd aan het terrein. Met dit nieuwe terrein is de totale oppervlakte van het festival bijna verdubbeld. "De nieuwe plantage" heeft in 2012 ook gediend als nieuwe hoofdingang naar het terrein waardoor er sinds dat jaar twee in- en uitgangen zijn.

## Muziek
Vanaf de eerste editie in 2005 heeft Castlefest altijd een groot podium gehad. Hierop worden bands geprogrammeerd die toonaangevend zijn in de scene, waaronder Omnia, de voormalige "huisband" van het festival, tot de organisatie na het festival van 2016 besloot deze niet meer uit te nodigen. In 2008 kwam er een extra podium bij, om ook kleinere bands te kunnen laten spelen. In 2011 had Castlefest voor het eerst vier podia, waarop middeleeuwse, folk- en paganmuziek was te beluisteren.

### Muziekpodia
- Forest Stage - grootste van de podia, voor de hoofdacts en openingsconcert
- Village Stage - het op een na grootste podium, voor middelgrote tot grote acts
- Folk Stage - klein podium, voor beginnende bands
- Meadow Stage - klein podium, voor beginnende bands

### Openingsconcert
Sinds 2011 wordt het festival op donderdagavond al geopend door een grote band. In 2011 was dat Corvus Corax met een uitvoering van hun populaire Cantus Buranus waaraan ook door een koor en een orkest werd meegewerkt. In 2012 mochten Wardruna en Stellamara het festival openen. In 2013 openden Pater Moeskroen en Rapalje.

## Festivalcamping
Ten behoeve van meerdaagse festivalgangers voorziet Castlefest sinds 2011 in kampeergelegenheid naast het festivalterrein.